# Humr (film)
Humr (v originále The Lobster) je antiutopický sci-fi film z roku 2015 režiséra Yorga Lanthimose. V hlavních rolích se objevili Colin Farrell a Rachel Weisz. Film se natáčel v koprodukci Irska, Spojeného království, Řecka, Francie a Nizozemska.
Snímek byl vybrán do soutěže o Zlatou palmu na Filmovém festivalu v Cannes a nakonec získal cenu poroty. Byl taktéž uveden v sekci speciálních filmů na Mezinárodním filmovém festivalu v Torontu.

## Obsah filmu
David zjistí, že ho žena opustila kvůli jinému muži, a tak je převezen na hotel. Manažerka hotelu mu řekne, že nezadaní lidé mají 45 dní na to, aby si našli partnera, jinak budou proměněni ve zvíře podle vlastního výběru. Davida doprovází pes, což je ve skutečnosti jeho proměněný bratr. David si jako zvíře vybere humra, kvůli jeho životnímu cyklu a lásku k moři. David se spřátelí se šišlajícím Robertem a kulhajícím Johnem, který ke svému zranění přišel, když se chtěl spojit se svou matkou, která se proměnila ve vlka. Hotel má mnoho pravidel a rituálů — masturbace je zakázána, ale pokojská poskytuje hostům sexuální uspokojení. Všichni navíc musí chodit na taneční lekce, kde se šíří propaganda výhod partnerství. Robert je přistižen při masturbaci a hotel ho potrestá tím, že mu spálí prsty v toustovači. Vztahy vyžadují, aby oba partneři měli něco společného. Johnovi je řečeno, že přijela koktající žena, ale její koktání je jen dočasné, a tak pro něj není vhodná.
Hosté si pobyt na hotelu mohou prodloužit tím, že uloví „samotáře“, tedy nezadaného člověka schovávajícího se v lese před pobytem v hotelu. Davidovi na jednom z takových lovů nabízí sexuální služby žena se zálibou v sušenkách. David ji odmítne, ona mu odvětí, že pokud si nenajde vhodný protějšek, tak spáchá sebevraždu skokem z okna hotelu. John získá podvodem náklonnost ženy, která neustále krvácí z nosu, a přesunou se do sekce párů k měsíčnímu zkušebnímu partnerství. David se rozhodne usilovat o zájem bezcitné ženy. Jejich schůzka je přerušena křikem, kdy žena se zálibou v sušenkách skočila z okna. David je z incidentu otřesen, ale před bezcitnou ženou předstírá, že si její utrpení užívá. Později bezcitná žena ve vířivce předstírá, že se dusí, ale David jí nepomůže, a tak je potěšená a naváže s Davidem vztah. Když se David jednoho dne probudí, tak zjistí, že žena ukopala k smrti jeho bratra (přeměněného v psa). David je zničený a pláče a bezcitná žena dospěje k závěru, že jí celou dobu lhal a vede ho k potrestání k manažerce hotelu. Nicméně David s pomocí pokojské uteče a bezcitnou ženu později promění ve zvíře.
David uteče z hotelu a přidá se k samotářům. Samotáři mají zcela opačná pravidla oproti hotelu, zakazují jakékoliv vztahy. David zjistí, že hotelová pokojská je skrytou agentkou samotářů, kteří se snaží hotel zničit. Samotáři se vydají do města kvůli nedostatku zásob a Davida zastaví policista. Samotáři se též vydávají na misi ke zničení hotelu. David prozradí ženě krvácející z nosu, že její milý John své krvácení jen předstírá. Další samotáři zajmou manažerku hotelu a jejího manžela, který je ochoten pro svou záchranu manželku zastřelit, čímž zničí jejich vztah. Brzy poté David, sám krátkozraký, naváže tajný vztah s krátkozrakou ženou a vymyslí si posunkový systém komunikace. Jednoho dne spolu jdou na misi do města, ale jejich vůdkyně zjistí, že se mezi nimi něco děje. Vůdkyně samotářů najde ženin deník, zjistí, že spolu plánovali společně utéct a bere ženu do města pod záminkou, že jí chce vylepšit zrak, ve skutečnosti však poručí lékaři, aby ji oslepil. Oslepená žena ve vzteku zabíjí pokojskou, kterou mylně považuje za vůdkyni samotářů. Řekne Davidovi o svém oslepnutí a snaží se najít něco dalšího, co mají společného, ale nedaří se jí to. Davidovi řekne, že na něco přijdou a že je stále rozhodnut pro útěk. David následujícího rána zajme vůdkyni a sváže ji, aby ji sežrali psi. David spolu s oslepenou ženou utíkají do města a stavují se v restauraci. David si odskočí na toaletu a je připraven najít společnou vlastnost, tedy se s pomocí steakového nože sám oslepí. Oslepená žena u stolu čeká na jeho návrat.

## Obsazení
| Colin Farrell          | David                  |
| Rachel Weisz           | krátkozraká žena       |
| Jessica Barden         | žena krvácející z nosu |
| Olivia Colmanová       | manažerka hotelu       |
| Ashley Jensen          | žena se sušenkami      |
| Ariane Labed           | pokojská               |
| Angeliki Papoulia      | bezcitná žena          |
| John C. Reilly         | šišlající muž (Robert) |
| Léa Seydoux            | vůdkyně bandy samotářů |
| Michael Smiley         | samotářský plavec      |
| Ben Whishaw            | kulhající muž (John)   |
| Roger Ashton-Griffiths | doktor                 |
| Ewen MacIntosh         | hlídač hotelu          |

## Natáčení
Hlavní natáčení začalo 24. března 2014 a skončilo 9. května 2014. Natáčení proběhlo v Dublinu, který představoval „město“ a také v okolí hrabství Kerry, přesněji ve Sneemu, Dromore Woods a Kenmaru.

## Ocenění a nominace
| Ocenění                                       | Kategorie                                  | Nominovaný                                              | Výsledek  |
| --------------------------------------------- | ------------------------------------------ | ------------------------------------------------------- | --------- |
| ACE Eddie Awards                              | Nejlepší střih – muzikál nebo komedie      | Yorgos Mavropsaridis                                    | nominace  |
| Austin Film Critics Association               | Nejlepší film                              | Humr                                                    | 8. místo  |
| Austin Film Critics Association               | Nejlepší herec v hlavní roli               | Colin Farrell                                           | nominace  |
| Austin Film Critics Association               | Nejlepší původní scénář                    | Yorgos Lanthimos a Efthimis Filippou                    | nominace  |
| Belgian Film Critics Association              | Hlavní cena                                | Humr                                                    | nominace  |
| British Independent Film Awards               | Nejlepší britský nezávislý film            | Humr                                                    | nominace  |
| British Independent Film Awards               | Nejlepší režie                             | Yorgos Lanthimos                                        | nominace  |
| British Independent Film Awards               | Nejlepší herec v hlavní roli               | Colin Farrell                                           | nominace  |
| British Independent Film Awards               | Nejlepší herečka ve vedlejší roli          | Olivia Colmanová                                        | vítězství |
| British Independent Film Awards               | Nejlepší herec ve vedlejší roli            | Ben Whishaw                                             | nominace  |
| British Independent Film Awards               | Nejlepší scénář                            | Yorgos Lanthimos a Efthimis Filippou                    | nominace  |
| British Independent Film Awards               | Nejlepší producent                         | Ceci Dempsey, Ed Guiney, Yorgos Lanthimos a Lee Magiday | nominace  |
| Chicago Film Critics Association              | Nejlepší herec v hlavní roli               | Colin Farrell                                           | nominace  |
| Chicago Film Critics Association              | Nejlepší původní scénář                    | Yorgos Lanthimos a Efthimis Filippou                    | nominace  |
| Critics' Choice Awards                        | Nejlepší původní scénář                    | Yorgos Lanthimos a Efthimis Filippou                    | nominace  |
| Denver Film Critics Society                   | Nejlepší původní scénář                    | Yorgos Lanthimos a Efthimis Filippou                    | nominace  |
| Dorian Awards                                 | Nejlepší scénář                            | Yorgos Lanthimos a Efthimis Filippou                    | nominace  |
| Dublin Film Critics' Circle                   | Nejlepší irský film                        | Humr                                                    | 5. místo  |
| Dublin Film Critics' Circle                   | Nejlepší herec v hlavní roli               | Colin Farrell                                           | 5. místo  |
| Evropské filmové ceny                         | Nejlepší evropský film                     | Humr                                                    | nominace  |
| Evropské filmové ceny                         | Nejlepší evropský režisér                  | Yorgos Lanthimos                                        | nominace  |
| Evropské filmové ceny                         | Nejlepší evropský herec v hlavní roli      | Colin Farrell                                           | nominace  |
| Evropské filmové ceny                         | Nejlepší evropský scenárista               | Yorgos Lanthimos a Efthimis Filippou                    | vítězství |
| Evropské filmové ceny                         | Nejlepší kostýmy                           | Sarah Blenkinsop                                        | vítězství |
| Evropské filmové ceny                         | Ocenění publika                            | Humr                                                    | nominace  |
| Evening Standard British Film Awards          | Nejlepší film                              | Humr                                                    | nominace  |
| Evening Standard British Film Awards          | Ocenění za komedii                         | Olivia Colmanová                                        | nominace  |
| Evening Standard British Film Awards          | Ocenění za komedii                         | Colin Farrell                                           | nominace  |
| Filmová cena Britské akademie                 | Nejlepší britský film                      | Humr                                                    | nominace  |
| Filmový festival v Cannes                     | Zlatá palma                                | Humr                                                    | nominace  |
| Filmový festival v Cannes                     | Ocenění poroty                             | Humr                                                    | vítězství |
| Filmový festival v Cannes                     | Queer Palm                                 | Humr                                                    | vítězství |
| Filmový festival v Cannes                     | Palm Dog Award                             | Bob the dog                                             | vítězství |
| Filmový festival Crested Butte                | Nejlepší film                              | Humr                                                    | vítězství |
| Film Fest Gent                                | Nejlepší zvuk                              | Humr                                                    | vítězství |
| Florida Film Critics Circle                   | Nejlepší film                              | Humr                                                    | vítězství |
| Florida Film Critics Circle                   | Nejlepší režie                             | Yorgos Lanthimos                                        | 2. místo  |
| Florida Film Critics Circle                   | Nejlepší původní scénář                    | Yorgos Lanthimos a Efthimis Filippou                    | vítězství |
| Golden Tomato Awards                          | Nejlepší sci-fi/fantasy film               | Humr                                                    | 4. místo  |
| IndieWire Critics Poll                        | Nejlepší herec v hlavní roli               | Colin Farrell                                           | 3. místo  |
| IndieWire Critics Poll                        | Nejlepší scénář                            | The Lobster                                             | 5. místo  |
| Irish Film & Television Awards                | Nejlepší herec v hlavní roli (film)        | Colin Farrell                                           | nominace  |
| London Film Critics' Circle                   | Nejlepší britský/irský film                | The Lobster                                             | nominace  |
| London Film Critics' Circle                   | Nejlepší herečka ve vedlejší roli          | Olivia Colmanová                                        | nominace  |
| London Film Critics' Circle                   | Nejlepší britský/irský herec v hlavní roli | Colin Farrell                                           | nominace  |
| Los Angeles Film Critics Association          | Nejlepší scénář                            | Yorgos Lanthimos a Efthimis Filippou                    | vítězství |
| Mezinárodní filmový festival v Miami          | Nejlepší režie                             | Yorgos Lanthimos                                        | vítězství |
| Mezinárodní filmový festival v Rotterdamu     | Nejlepší projekt                           | Humr                                                    | vítězství |
| Online Film Critics Society                   | Nejlepší neamerický film                   | Humr                                                    | vítězství |
| Online Film Critics Society                   | Nejlepší původní scénář                    | Yorgos Lanthimos a Efthimis Filippou                    | nominace  |
| Oscar                                         | Nejlepší původní scénář                    | Yorgos Lanthimos a Efthimis Filippou                    | nominace  |
| San Diego Film Critics Society                | Nejlepší původní scénář                    | Yorgos Lanthimos a Efthimis Filippou                    | 2. místo  |
| San Francisco Film Critics Circle             | Nejlepší původní scénář                    | Yorgos Lanthimos a Efthimis Filippou                    | nominace  |
| Satellite Awards                              | Nejlepší původní scénář                    | Yorgos Lanthimos a Efthimis Filippou                    | nominace  |
| Washington D.C. Area Film Critics Association | Nejlepší původní scénář                    | Yorgos Lanthimos a Efthimis Filippou                    | nominace  |
| Zlatý glóbus                                  | Nejlepší herec – muzikál nebo komedie      | Colin Farrell                                           | nominace  |